# Đào đậu
Đào đậu hay còn gọi là cây cọc rào, hồng mai, đỗ mai, anh đào giả, sát thử đốm - danh pháp hai phần: Gliricidia maculata), thuộc họ Đậu (Fabaceae).
Loài này có nguồn gốc từ rừng tự nhiên châu Mỹ.

## Mô tả
Đào đậu còn gọi là Đỗ mai. Cây gỗ nhỏ cao 4–8 m, tán mở rộng. Phân cành nhiều, dài mọc thẳng. Lá kép lông chi với 15-17 lá nhỏ mọc đối dạng thuôn, tù, màu xanh pha trắng, mép răn reo. Cụm hoa lớn, nhiều hoa, dài 0,5-1m hoặc có thể hơn.
Mùa hoa tháng 1-2 tùy theo vùng, trước khi ra hoa cây rụng trụi lá và nở hoa trước khi ra lá non. Hoa tuy mau tàn nhưng sai hoa nên rất đẹp, nở rộ vào mùa xuân thường đúng dịp Tết nên có thể cắt cành cắm bình lớn chơi tết thay cho mai, đào. Ở Bà Rịa – Vũng Tàu, cụ thể là Long Hải và Thành phố Vũng Tàu, đào đậu mọc thành từng vùng rộng, mỗi khi xuân về đào đậu nở rực rỡ trên triền đồi, sườn núi.
Gọi là đào đậu do quả có dạng quả đậu, dài 5–10 cm; có nơi còn gọi là "anh đào giả". Do dễ nhân giống bằng giâm cành nên được trồng rộng rãi nhiều khi được cắm là hàng rào.

## Phân bổ
Ở Việt Nam, cây phổ biến rộng rãi ở các tỉnh Tây Nguyên như Gia Lai, Kon Tum, Đắk Lắk, Bà Rịa – Vũng Tàu. Đây là loài cây ưa sáng, mọc nhanh.

## Sử dụng
Cây được gây trồng rộng rãi để làm cảnh vì cho hoa đẹp, dễ trồng, cây mọc nhanh và khỏe. Sở dĩ gọi là Sát thử đốm vì vỏ cây đem ngâm nước, lấy nước đó "nhuộm" mồi có thể làm thuốc diệt chuột.

## Các hình ảnh

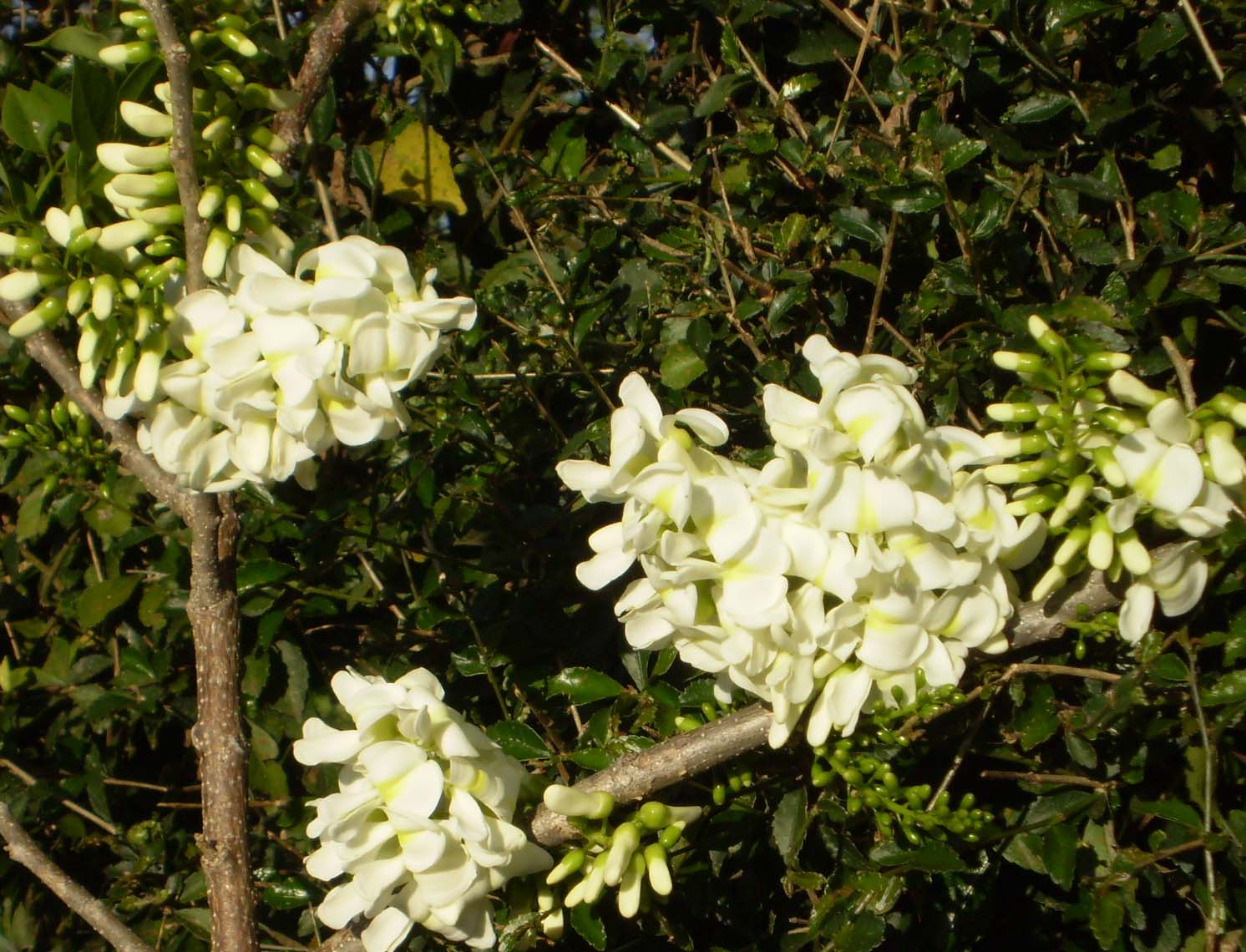
Hoa đào đậu màu trắng.
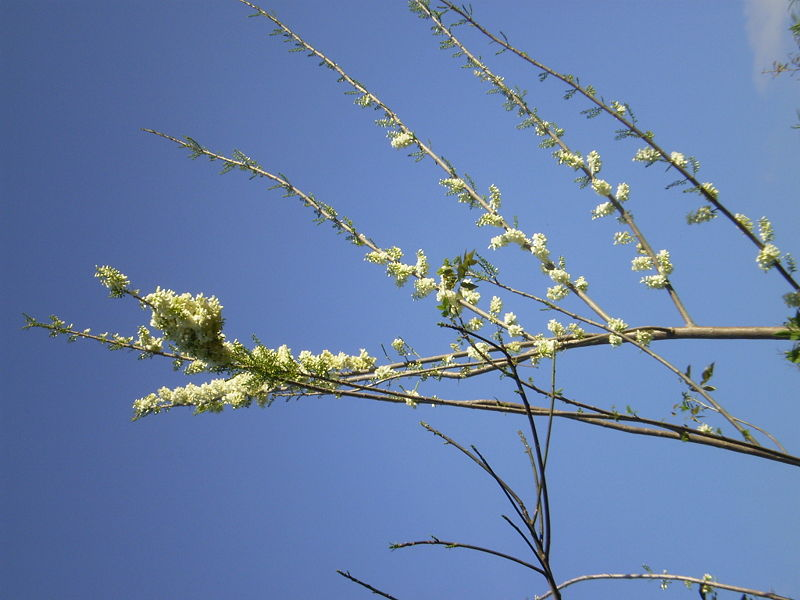
Cành hoa đào đậu màu trắng ở Cư Kuin, Đắk Lắk.
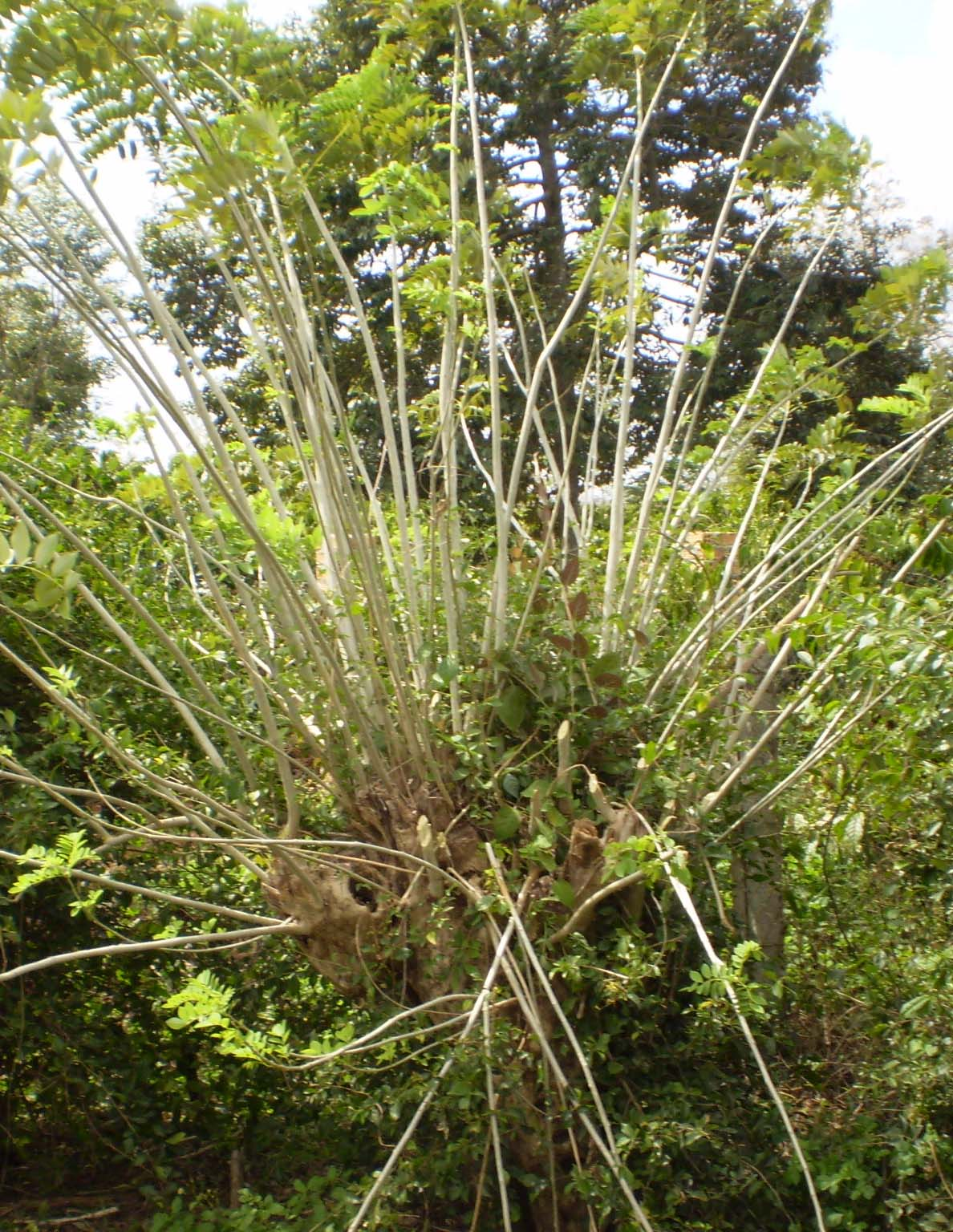
Thân và cành cây đào đậu.

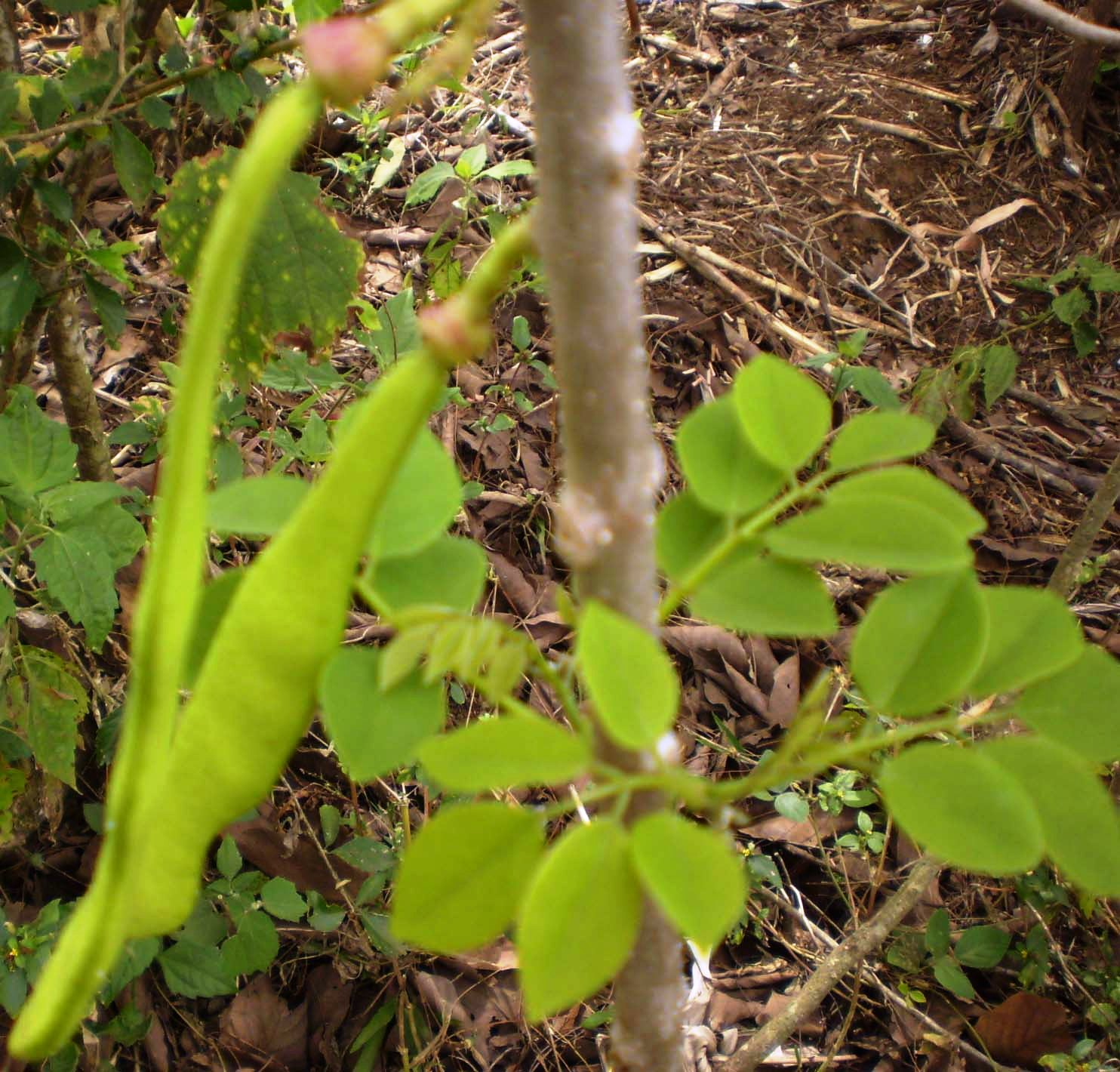
Quả sau mùa hoa.
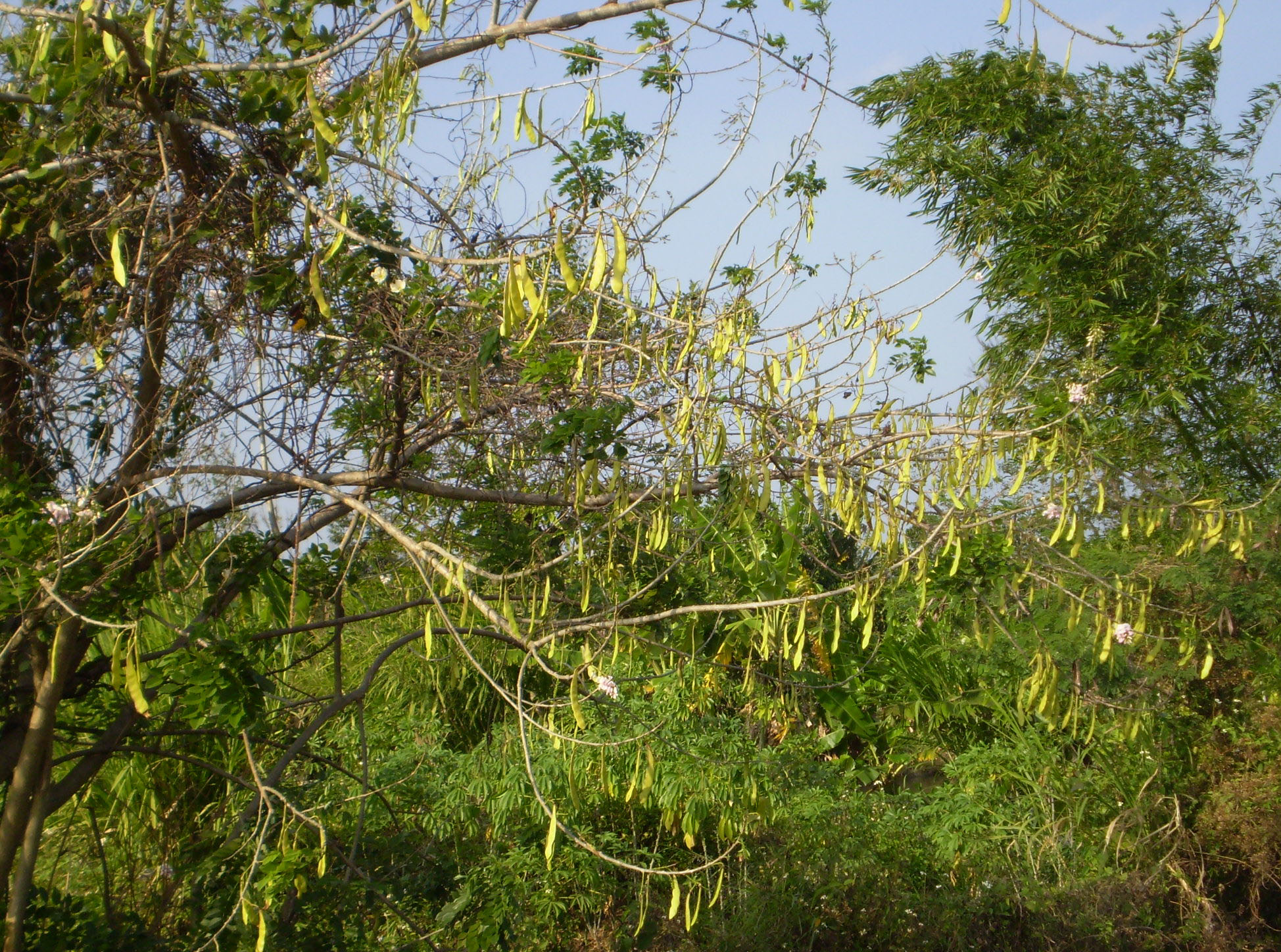
Cây ra quả.
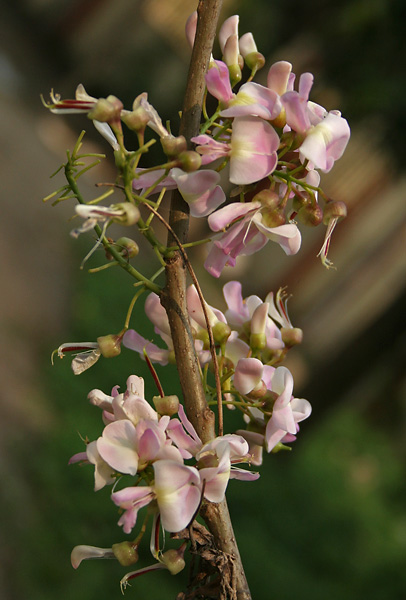
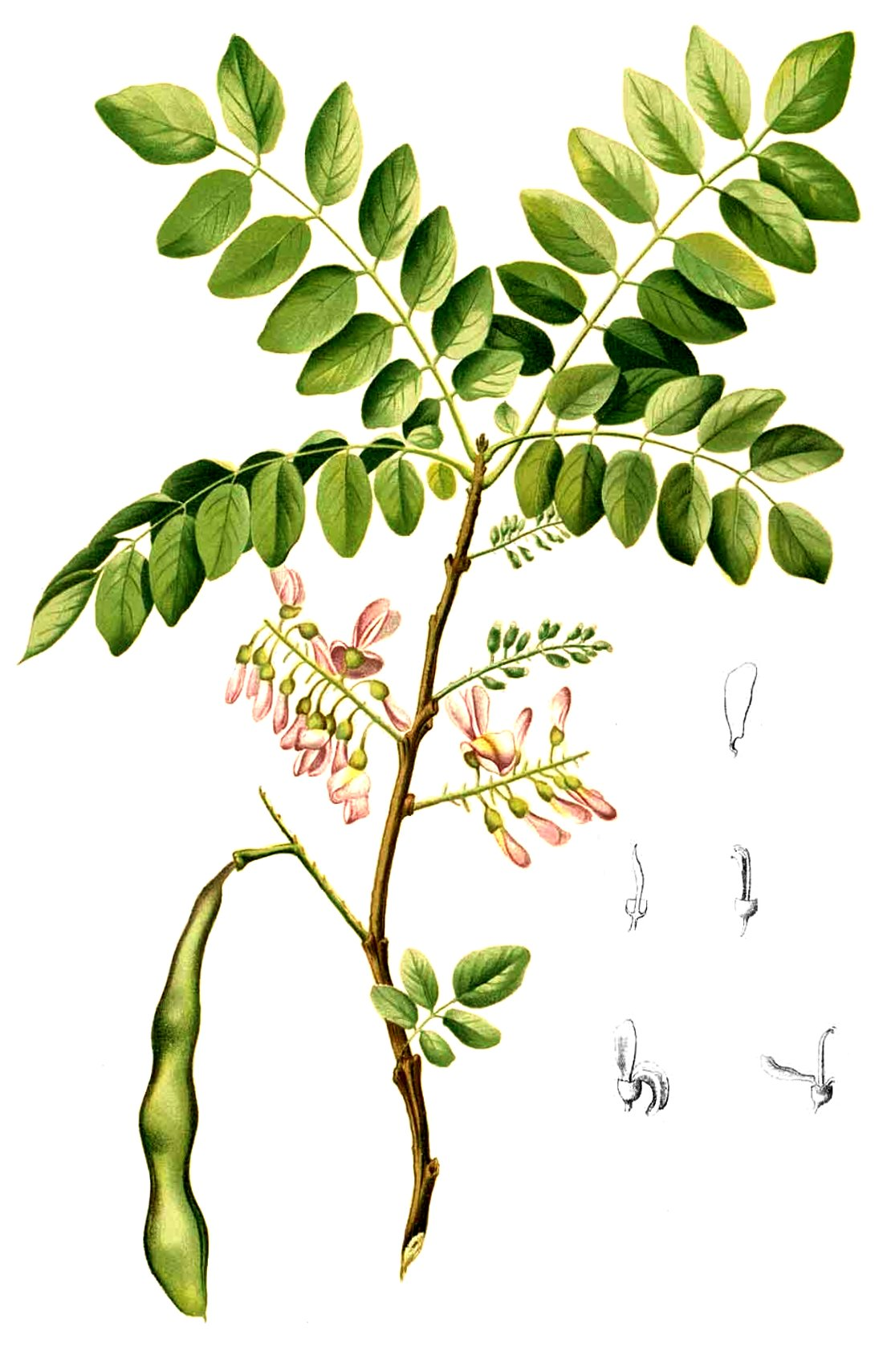